# Geschäftsverteilungsplan
Ein Geschäftsverteilungsplan (GVP bzw. GVPl) ist ein Regelwerk, das bei Kollegialorganen bestimmt, welche interne Organisationseinheit des Organs für die Bearbeitung eines konkreten Sachverhalts zuständig ist.

## Geschäftsverteilungspläne bei Gerichten
Der Geschäftsverteilungsplan wird in Deutschland bei jedem Gericht nach § 21e GVG vom Präsidium jedes Jahr im Voraus für die Dauer des Geschäftsjahrs beschlossen.
Im Geschäftsverteilungsplan wird die Stellenbesetzung der Spruchkörper bestimmt und die Stellvertretung geregelt. Ferner werden die Geschäfte nach allgemeinen Merkmalen auf die einzelnen Richter oder Spruchkörper verteilt. Dadurch ist schon bei Eingang einer Sache festgelegt, welcher Richter oder Spruchkörper dafür zuständig ist. Dies ist erforderlich, um dem Verfassungsgebot des gesetzlichen Richters (Art. 101 Abs. 1 Satz 2 GG) zu genügen; ebenso nach § 16 Satz 2 GVG.
Für die Verteilung der Geschäfte gibt es verschiedene Verfahren. So können die eingehenden Sachen einem bestimmten Richter oder Spruchkörper insbesondere zugewiesen werden
- nach Eingangszeit,
- nach Sachgebieten,
- nach dem Anfangsbuchstaben des Namens einer der Parteien,
- nach örtlichen Gesichtspunkten (Wohnort des Beklagten, Tatort der Straftat),
- bei Rechtsmitteln nach dem Spruchkörper oder Gericht, von dem das angefochtene Urteil stammt, oder
- der Reihe nach (z. B. jeder Spruchkörper bekommt nacheinander im Turnus fünf Verfahren).

Der Jahrgang der „Eingangszeit“ bleibt im Aktenzeichen auch bei jahrelang andauernden Verfahren unverändert.
Der Geschäftsverteilungsplan kann während des Jahres nur in eingeschränktem Maß geändert werden. Er kann im Gericht von jedermann eingesehen werden (§ 21e Abs. 9 GVG) und bedarf somit nicht der Veröffentlichung.
Von der Geschäftsverteilung des Gerichts (nach § 21e GVG) zu unterscheiden ist die Geschäftsverteilung innerhalb eines mit mehreren Richtern besetzten Spruchkörpers (nach § 21g GVG). Sie erfolgt vor Beginn des Geschäftsjahres für dessen Dauer durch Beschluss aller Mitglieder des Spruchkörpers (§ 21g GVG). Die Geschäftsverteilung innerhalb des Spruchkörpers hat keine Außenwirkung.
Der Zweck eines Geschäftsverteilungsplans der Gerichte ist der Schutz des Bürgers vor Manipulation und zur Aufrechterhaltung der Unabhängigkeit der Gerichte vor allem gegenüber der Exekutive und der Justizverwaltung.
Gesetzliche Anforderungen an den Geschäftsverteilungsplan:
- Bestimmtheitsgrundsatz (Verweis an einen namentlich nicht benannten Richter ist verboten)[4]
- Prinzip der Abstraktion[5] und Vorausbestimmbarkeit[6] (Es muss im Vorwege klar sein und im Nachhinein überprüfbar sein, wer was wann bekommt.)
- Jährlichkeitsprinzip[7] (Ein GVP wird genau für ein Jahr beschlossen nicht für ein halbes und auch nicht für zwei Jahre.)
- erkennbare Vertretungsregelung[8] (Es muss klar sein, wer wen wann und aus welchem Grund vertritt.)
- Verhinderungsregelung[9] (Die Regeln bei einer Verhinderung sollte im Vorwege geklärt sein)
- Stetigkeitsprinzip[10] (Die Geschäftsverteilung darf nur in Ausnahmefällen geändert werden – Tod, Krankheit und Verrentung sind im Vorwege planbar)
- Vollständigkeit[11] (Es dürfen keine Fälle unberücksichtigt bleiben)
- Verbot der Rückwirkung[12] (Beschlüsse zur Geschäftsverteilung dürfen nicht zeitlich zurückliegende Verfahren betreffen)
- Verbot von Ausnahmegerichten und „Spezialabteilungen“, soweit nicht gesetzlich vorgesehen[13]. (bsp. §§ 95 ff. GVG für Handelssachen/UWG)
- Verbot der Überbesetzung von Spruchkörpern/Kammern/Abteilungen[14][15]
- Verbot des Verweisens an den Einzelrichters im Falle § 348 Abs. 1 Nr. 2 Buchst. a bis k ZPO
- Beschluss durch den Präsidialbeschluss zur Geschäftsverteilung[16] (Dieser muss im Original vom Vorsitzenden des Präsidiums und einem weiteren Mitglied gegengezeichnet werden.)

Rechtsmittel gegen die fehlerhafte Anwendung der Geschäftsverteilung oder einen fehlerhaften Geschäftsverteilungsplan bei Gericht
- Grundsätzlich ist die Zuständigkeit eines Falles vom Richter im Vorwege von Amts wegen zu prüfen.[17]
- Rüge zur Vorbereitung der Revision (z. B. § 551 ZPO)
- Nichtigkeitsklage nach § 579 Nr. 1 bis 3 ZPO
- Verfassungsbeschwerde nach Art. 101 Abs. 1 Satz 2 GG i. V. m. Art. 93 Abs. 1 Nr. 4a GG nach Erschöpfung des Rechtsweges[18]

## Geschäftsverteilungspläne in der Verwaltung
Geschäftsverteilungspläne werden auch in der Verwaltung genutzt. Ähnlich den Plänen bei Gericht regeln Geschäftsverteilungspläne die funktionelle Zuständigkeit in der Verwaltung, d. h. welcher Amtsverwalter oder Sachbearbeiter konkret zuständig ist. Hierbei handelt es sich um behördeninterne Regelungen, die keine Außenwirkung entfalten und so z. B. nicht die Rechtswidrigkeit eines Verwaltungsaktes begründen.

## Geschäftsverteilungspläne in Unternehmen
Der Geschäftsverteilungsplan (Abk.: GVPI) regelt die (Fein)verteilung von Zuständigkeiten innerhalb von Organisationseinheiten bis auf die Ebene einzelner Personen oder Kräftegruppen. Er dient u. a. als Basis für die Recherche „Wer macht was?“.

## Rechtsprechung
- BVerfGE 17, 294 (Geschäftsverteilungsplan)
- BVerfGE 95, 322 (Spruchgruppen)
- BVerfGE 14, 156 (Assessorenstrafkammern)
- BVerfGE 19, 52 (Überbesetzung)
- BVerfGE 4, 412 (Gesetzlicher Richter)
- BVerfGE 9, 322 (Anklage beim Landgericht)
- BVerfGE 31, 145 (Milchpulver)
- BVerfGE 40, 356 (Besetzung der Richterbank)